# Körösújfalu
Körösújfalu es una aldea del condado de Békés, en la región de la Gran Llanura del Sur, al sureste de Hungría. Está situada a orillas del río Crișul Repede.

## Geografía
Tiene una superficie de 25,31 kilómetros cuadrados y tiene una población de 335 personas (2024).